# Apple contre Attac

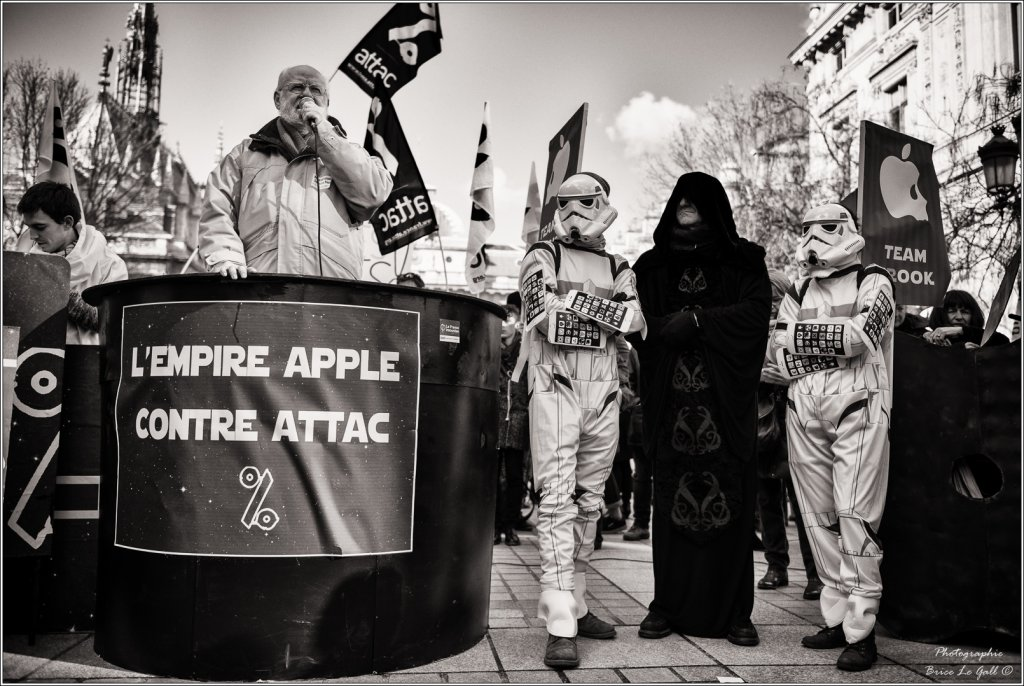
Militants d'Attac contre Apple le 12 février 2018 à Paris.

Apple contre Attac est un ensemble d'actions citoyennes[Quoi ?] menées par l'association Attac visant à faire en sorte qu’Apple (et plus généralement les GAFAM) s’engage à payer ses impôts dans les pays où elle exerce ses activités. Ces actions ont donné lieu à un procès opposant l'entreprise à l'association, lancé par Apple à la suite de l'occupation pendant trois heures, le 2 décembre 2018, d'un de ses magasins place de l'Opéra à Paris. Ce nom est un jeu de mots avec le titre du film Star Wars : L'Empire contre-attaque.

## Redressement fiscal d'Apple et premières manifestations

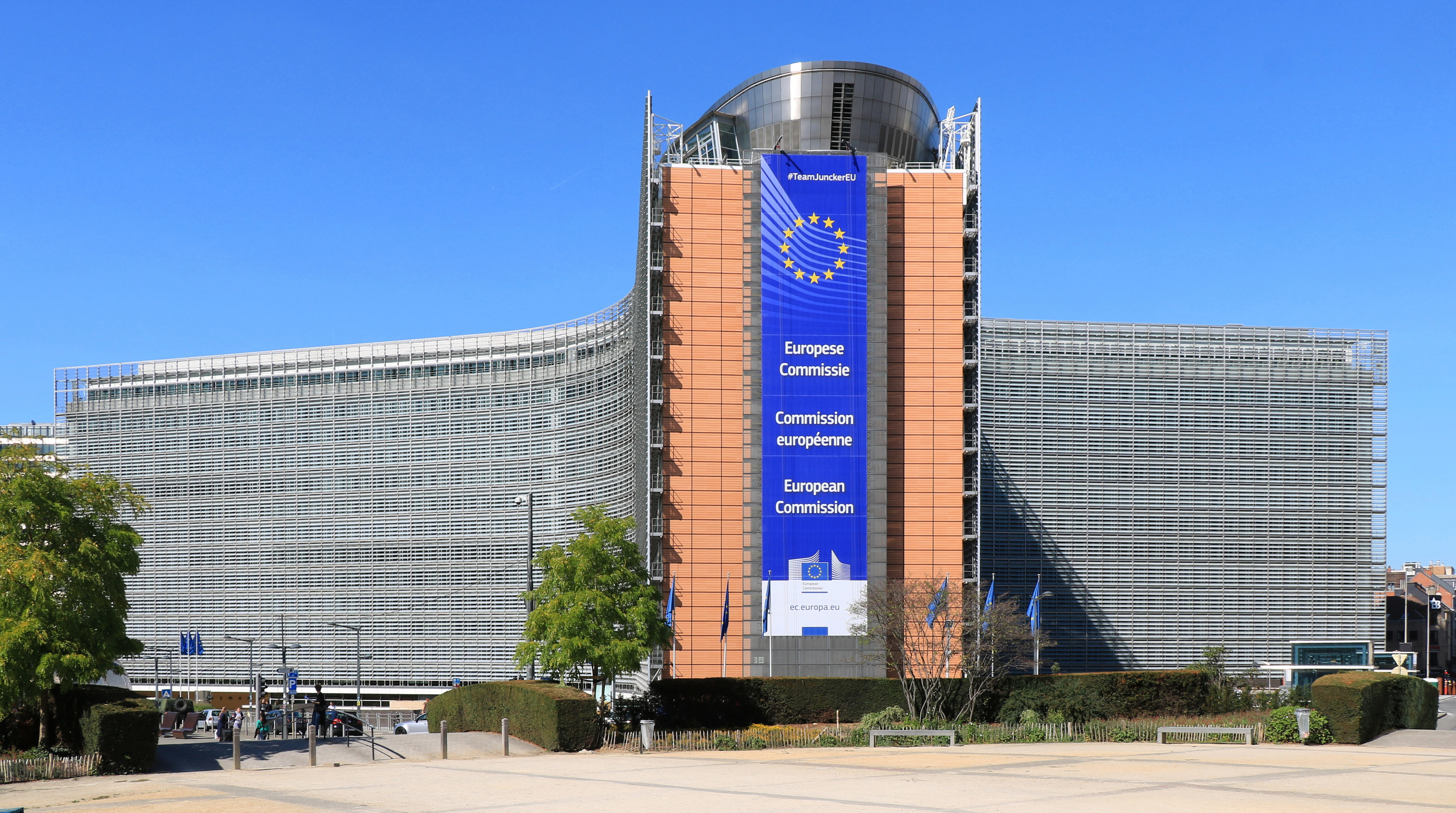
La Commission européenne, qui a imposé en 2016 à Apple un redressement fiscal record annulé le 15 juillet 2020 par la justice européenne.

En 2016, la Commission européenne impose à Apple un redressement fiscal de 13 milliards d’euros pour avoir entre 2003 et 2014 logé ses bénéfices en Irlande qui avait accordé à Apple des avantages fiscaux jugés indus et nuisibles à la concurrence,.
À la suite de cette décision, Attac mènera une série d'actions symboliques contre Apple, notamment en manifestant devant différents magasins de la firme pour dénoncer la pratique d'évasion fiscale.

## Le procès
Le 2 décembre 2017, Attac mène un happening à l'intérieur d'un des magasins d'Apple. L'entreprise saisit le tribunal de grande instance et demande l'interdiction de l'accès à ses magasins français à l'association.
La convocation de Attac devant le tribunal de grand instance se fera le 12 février, avant le procès se déroule un rassemblement de soutien où l'on retrouve plusieurs personnalités politiques de la gauche française et européenne.
Le 23 février 2018, remarquant qu'aucune dégradation n'a été commise par Attac et notant que l'occupation et l’évacuation se sont déroulés sans violence et considérant qu'Attac agit pour l'intérêt général, le tribunal de grande instance déboute Apple.
Le 7 avril, Attac mène deux actions à Paris et à Aix-en-Provence, où il déploie des portraits géants pour donner un visage aux victimes de l’évasion fiscale de profils très variés.

## Conséquences
La plainte portée contre Attac par Apple a été vue par beaucoup de commentateurs comme une manière de faire taire les critiques par la firme voire comme une procès bâillon,
La décision du tribunal de grande instance de reconnaître l'action d'Attac comme relevant de l'intérêt général a permis de légitimer le combat de l'association et d’accentuer la pression sur les grands groupes pratiquant l'évasion fiscale.